# Tegla Loroupe

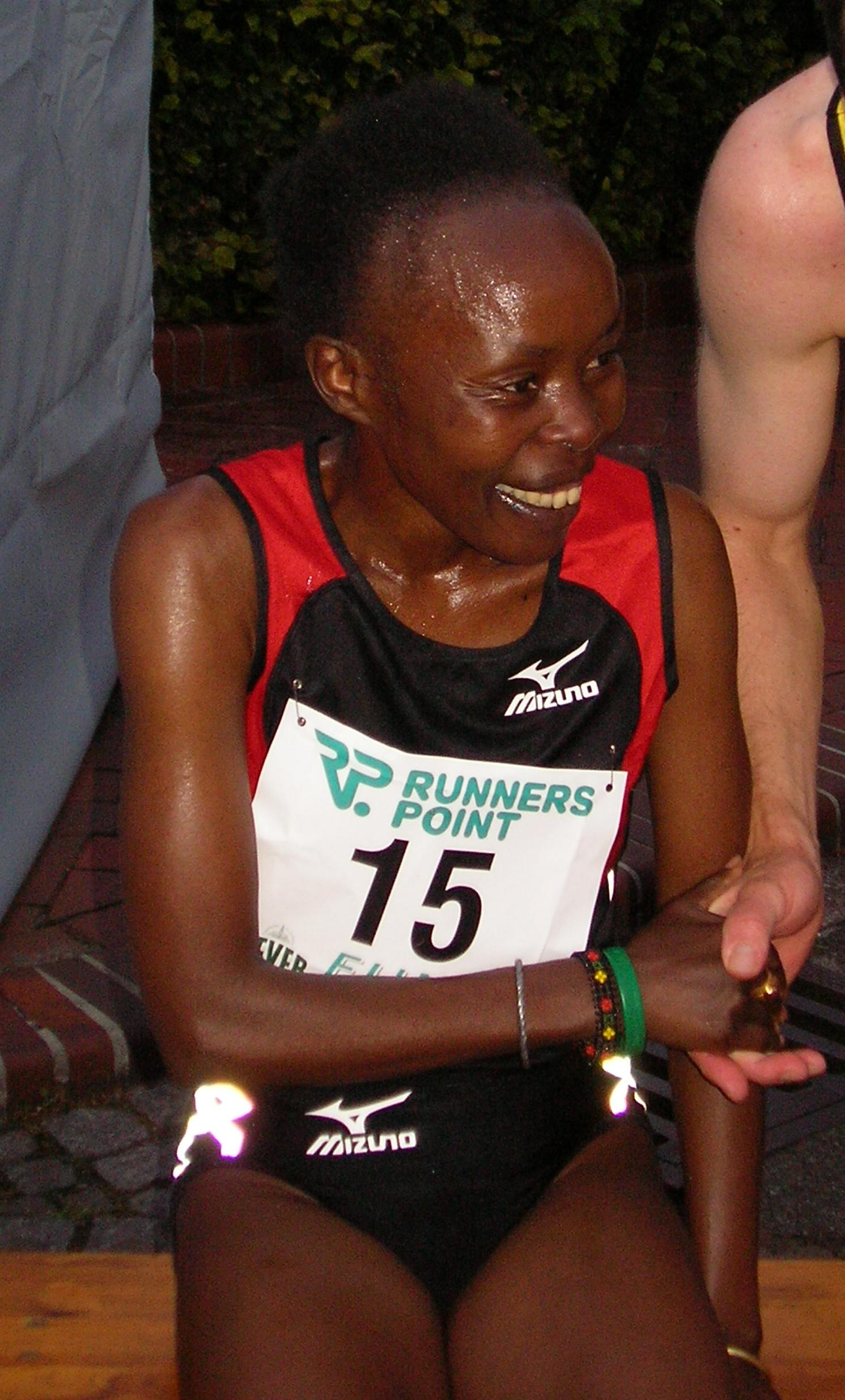
Tegla Loroupe 2007 in Schortens

Tegla Loroupe Chepkite (* 9. Mai 1973 in Kapsait) ist eine kenianische Langstreckenläuferin, die zweimal einen Weltrekord im Marathon aufstellte, dreimal Weltmeisterin im Halbmarathon wurde und viele Siege bei bedeutenden Stadtmarathons erzielte.

## Leben
Tegla Loroupes Vater hatte fünf Frauen, und so wuchs sie mit 24 Geschwistern auf. Als sie sieben Jahre alt wurde, musste sie morgens 10 km zur Schule und nachmittags wieder nach Hause laufen. Sie begann auch in ihrer Schulzeit an Schulwettkämpfen teilzunehmen. Loroupe war über 800 Meter und 1500 Meter recht erfolgreich und wurde bei diesen Rennen entdeckt. Sie bekam aus ihrer Familie nur von ihrer Mutter und Schwester Unterstützung.
Der kenianische Leichtathletik-Verband förderte sie zunächst nicht, aber nach ihrem Sieg bei einem bedeutenden Crosslauf änderte sich dies. 1994 gewann sie auf Anhieb den New-York-City-Marathon. Der Höhepunkt ihrer Karriere ist der Sieg 1999 beim Berlin-Marathon in der Weltrekordzeit von 2:20:43 h. Bei den Olympischen Spielen 2000 in Sydney startete sie über 10.000 Meter und im Marathon, war aber durch eine Lebensmittelvergiftung angeschlagen und in beiden Disziplinen nicht erfolgreich.
Loroupe wurde vom deutschen Manager Volker Wagner betreut. Sie ist Athletenbotschafterin der Entwicklungshilfeorganisation Right to Play. In Kapenguria gründete sie ein Internat für verwaiste oder verstoßene Kinder, die Tegla Loroupe Peace Academy. Kenias Präsident verlieh ihr einen Doktortitel.
Sie fungierte als Chef de Mission des Flüchtlingsteams bei den Olympischen Spielen 2016 in Rio de Janeiro und erneut bei den Olympischen Sommerspielen 2020, die 2021 in Tokio ausgetragen wurden.

## Erfolge
- Siegerin bei den Goodwill Games über 10.000 Meter: 1994 in Sankt Petersburg, 1998 in New York City
- Bronze über 10.000 Meter bei den Weltmeisterschaften 1995 in Göteborg und bei den Weltmeisterschaften 1999 in Sevilla
- New-York-City-Marathon: Siegerin 1994, 1995, Dritte 1998
- Rotterdam-Marathon: Siegerin 1997, 1998 (Weltrekord), 1999
- Berlin-Marathon: Siegerin 1999 (Weltrekord), Zweite 2001
- Sieg beim London-Marathon (2000), beim Rom-Marathon (2000), beim Lausanne-Marathon (2002, Streckenrekord), beim Köln-Marathon (2003) und beim Leipzig-Marathon (2004, Streckenrekord)
- Dreifache Weltmeisterin im Halbmarathon (1997–1999)
- Weitere ehemalige Weltrekorde über 20.000 Meter (1:05:26,6 h), 25.000 Meter (1:27:05,9 h) und 30.000 Meter (1:45:50,0 h)

## Auszeichnungen

### Sport
- viermal Weltsportlerin des Jahres im Straßenlauf
- Abebe Bikila Award
- Award „Heroes Of Running“ New-York-Marathon 2007

### Soziales Engagement
- Georg von Opel-Preis „Die stillen Sieger“ 2003
- Eve „Woman Of The Year“ (Eve-Verlag Nairobi)
- Award des Internationalen Frauenlaufes Wien 2006 (verliehen durch Veranstalter)
- Sportplakette des Landes Hessen (höchste Auszeichnung des Landes für im Sport Tätige)
- Nominierung „Sportler mit Herz“ Deutscher Sportpresseball 2007

### Ehrenamtliche Tätigkeiten
- Präsidentin der Tegla Loroupe Peace Foundation
- Offizielle Botschafterin des Weltleichtathletikverbandes IAAF (ernannt 2006)
- Persönliches Mitglied NOK Kenia
- Botschafterin der Entwicklungshilfeorganisation Oxfam seit 2007
- offizielle UNICEF-Botschafterin (ernannt 2006)
- Botschafterin des Weltcricketverbandes sowie der gemeinnützigen Vereine Right To Play
- Special Olympics (Sportliche Wettbewerbe von Behinderten)
- World Vision (Kinderhilfsorganisation)[3]